# يورغن بيدير هانسن
يورغن بيدير هانسن (بالدنماركية: Jørgen Peder Hansen)‏ هو سياسي دنماركي، ولد في 2 ديسمبر 1923 في Thurø ‏ في الدنمارك، وتوفي في 15 فبراير 1994. نشط حزبياً في الحزب الاشتراكي الديمقراطي (الدنمارك). وقد انتخب عضو فولكتنغ ‏.